# Марс (телесеріал)
«Марс» (англ. Mars) — телевізійний серіал в жанрі докудрами, виробництва американського телеканалу National Geographic, прем'єра першого сезону відбулася 14 листопада 2016 року. Заснований на книзі Стівена Петранека «Як ми будемо жити на Марсі». 13 січня 2017 року National Geographic оголосив про продовження серіалу на другий сезон. Прем'єра другого сезону відбулася 12 листопада 2018 року.

## Сюжет
У 2033 році на Марс вирушає перша пілотована експедиція корабля «Дедал» в складі шести осіб. Їх мета — створення першого людського поселення на Марсі. Однак в процесі створення поселення їм доведеться зіткнутися з безліччю випробувань і небезпек, які таїть Марс.
Художні зйомки в серіалі чергуються з документальними сюжетами та інтерв'ю з провідними умами планети, які розробляють рішення, котрі дозволять відправити людину на Марс.

## У ролях
- Бен Коттон[en] — Бен Сойєр, командир експедиції «Дедал», системний інженер (США)
- Чжіхе[en] — Хана Син, пілот і системний інженер «Дедала» (США), з 2 серії — командир експедиції; також Джун Син — сестра-близнюк Хани, оператор зв'язку в центрі управління на Землі, з 4 серії — генеральний секретар Міжнародного наукового фонду Марса — об'єднання космічних агентств, фінансово утримує марсіанські експедиції.
- Клементина Пойдац — Амелі Дюранд, лікар і біохімік експедиції (Франція)
- Семмі Ротібі — Роберт Фуко, інженер-механік і робототехнік (Нігерія)
- Альберто Амман — Хавьер Дельгадо, гідролог і геохимік (Іспанія)
- Анамарія Марінка — Марта Камен, екзобіолог і геолог (Росія)
- Олівье Мартінес — Ед Грень, виконавчий директор Корпорації польотів на Марс — консорціуму приватних аерокосмічних компаній, що розробляють і здійснюють марсіанські експедиції.
- Козіма Шоу — Леслі Річардсон, ядерний фізик.

## Огляд сезонів
| Сезон | Сезон | Епізоди | Оригінальна дата показу | Оригінальна дата показу | Оригінальна дата показу |
| Сезон | Сезон | Епізоди | Прем'єра сезону         | Фінал сезону            | Глядачі США (мільйони)  |
| ----- | ----- | ------- | ----------------------- | ----------------------- | ----------------------- |
|       | 1     | 6       | 14 листопада 2016       | 19 грудня 2016          | 0,930                   |
|       | 2     | 6       | 12 листопада 2018       | 17 грудня 2018          | —                       |

## Список серій

### Сезон 1 (2016)
| № | # | Назва                             | Режисер       | Сценаристи                | Дата показу в США | Глядачі США (мільйони) |
| --- | - | --------------------------------- | ------------- | ------------------------- | ----------------- | ---------------------- |
| 1 | 1 | «Novo Mundo» «Ново Мундо»         | Еверардо Гоут | Карен Янсен, Пол Солет    | 14 листопада 2016 | 1,42                   |
| У 2033 році перша людська місія на Марс входить в його атмосферу, в той час як в даний час SpaceX намагається посадити першу в світі багаторазову ракету.                                                          |   |                                   |               |                           |                   |                        |
| 2 | 2 | «Grounded» «Приземлилися»         | Еверардо Гоут | Андре Борманіс, Пол Солет | 21 листопада 2016 | 0,974                  |
| Екіпаж «Дедала» долає складну марсіанську територію на шляху до базового табору. Астронавт НАСА Скотт Келлі бере участь в експедиції на Міжнародній космічній станції.                                             |   |                                   |               |                           |                   |                        |
| 3 | 3 | «Pressure Drop» «Разгерметизація» | Еверардо Гоут | Міккі Фішер, Пол Солет    | 28 листопада 2016 | 0,795                  |
| У 2033 році екіпаж «Дедала» посилено намагається знайти постійне житло. В теперішньому часі Європейське космічне агентство у співпраці з Роскосмосом працюють над запуском орбітального апарата.                   |   |                                   |               |                           |                   |                        |
| 4 | 4 | «Power» «Міць»                    | Еверардо Гоут | Бен Янг Мейсон, Пол Солет | 5 грудня 2016     | 0.866                  |
| У 2037 році, через чотири роки після колонізації Марса, працездатності станції загрожує буря. У наш час в Антарктиці моделюється людське поселення.                                                                |   |                                   |               |                           |                   |                        |
| 5 | 5 | «Darkest Days» «Темна смуга»      | Еверардо Гоут | Пол Солет                 | 12 грудня 2016    | 0,738                  |
| У 2037 році екіпаж опиняється під значним психологічним тиском, втративши можливість виходу зі свого притулку. У цьому вчені вивчають вплив ізоляції.                                                              |   |                                   |               |                           |                   |                        |
| 6 | 6 | «Crossroads» «На роздоріжжі»      | Еверардо Гоут | Пол Солет                 | 19 грудня 2016    | 0,714                  |
| У 2037 році трагедія в колонії призводить до того, що члени екіпажу починають ставити під сумнів необхідність продовження експедиції. В теперішньому часі SpaceX намагаються провести ще один новаторський запуск. |   |                                   |               |                           |                   |                        |

### Спецвипуск
| № | # | Назва                     | Режисер       | Сценаристи | Дата показу в США | Глядачі США (мільйони) |
| --- | - | ------------------------- | ------------- | ---------- | ----------------- | ---------------------- |
| 0 | 0 | «Making MARS» «Закулісся» | Еверардо Гоут | Пол Солет  | 23 грудня 2016    | 0,692                  |
| Як компаньйони новаторського серіалу «Марс», ми створимо додаткову серію, де докладно розповімо вам, як ми потрапили на Марс. |   |                           |               |            |                   |                        |

### Сезон 2 (2018)
| №  | # | Назва                              | Режисер  | Сценаристи | Дата показу в США | Глядачі США (мільйони) |
| -- | - | ---------------------------------- | -------- | ---------- | ----------------- | ---------------------- |
| 7  | 1 | «We Are Not Alone» «Ми не самотні» | Невідомо | Невідомо   | 12 листопада 2018 | 0,582                  |
| 8  | 2 | «Worlds Apart» «Інші світи»        | Невідомо | Невідомо   | 19 грудня 2018    | Н/Д                    |
| 9  | 3 | «Darkness Falls»                   | Невідомо | Невідомо   | 26 грудня 2018    | Н/Д                    |
| 10 | 4 | «Contagion»                        | Невідомо | Невідомо   | 3 грудня 2018     | Н/Д                    |
| 11 | 5 | «Power Play»                       | Невідомо | Невідомо   | 10 грудня 2018    | Н/Д                    |
| 12 | 6 | «The Shakeup»                      | Невідомо | Невідомо   | 17 грудня 2018    | Н/Д                    |

## Відгуки
Перший сезон серіалу отримав змішані відгуки кінокритиків. На сайті Rotten Tomatoes він отримав 63 % схвальних рецензій на основі 16 відгуків, на сайте Metacritic — 59 балів зі 100 на основі 14 відгуків.